# Route 47 (Islande)
Pour les articles homonymes, voir Route 47.
La Route 47 (Þjóðvegur 47) ou Hvalfjarðarvegur est une route islandaise qui longe  le fjord Hvalfjörður situé dans l'ouest de l’Islande entre Mosfellsbær et Akranes.

## Trajet
- Route 1 -
- Phare de Hvaleyri
- Glymur
- Route 1

## Galerie de photos

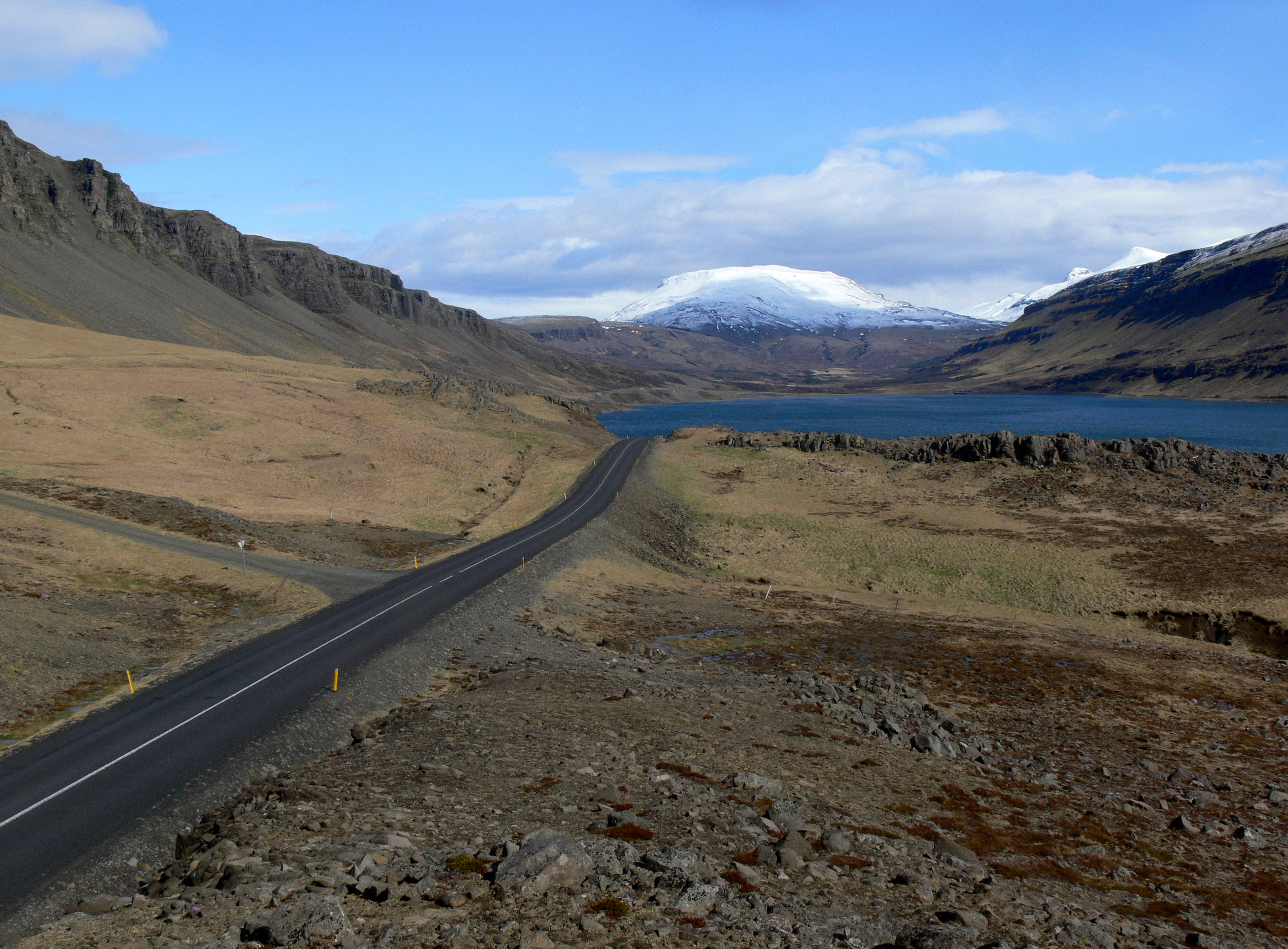
Hvalfjörður avec Botnssúlur du bas en arrière-plan.
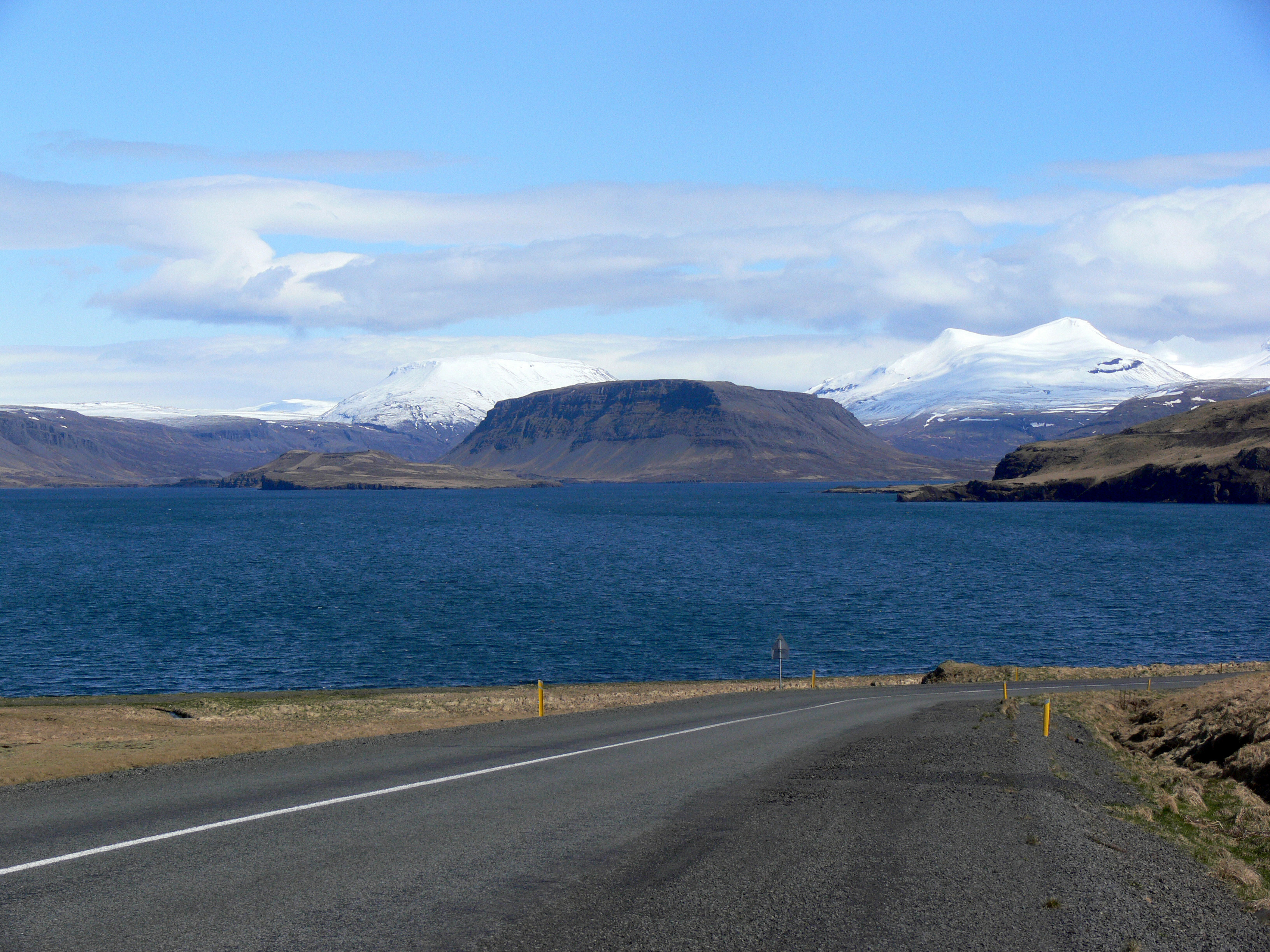
Hvalfjörður. A gauche Hvalfell (de), au milieu Múlafjall (bukid sa Islandya, Höfuðborgarsvæði) (ceb), à droite Botnssúlur.
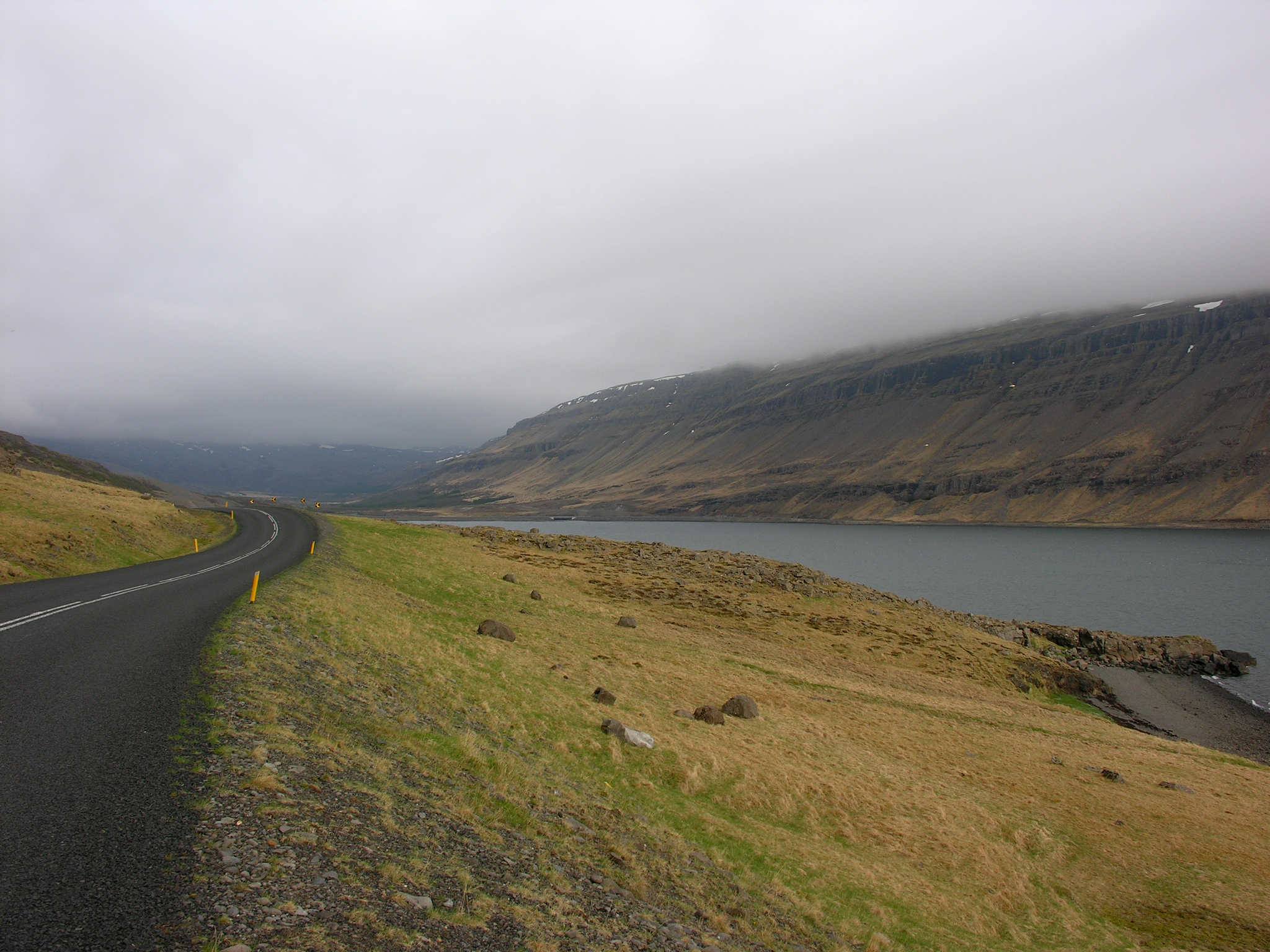
le long de la route 47 autour de Hvalfjörður en Islande.
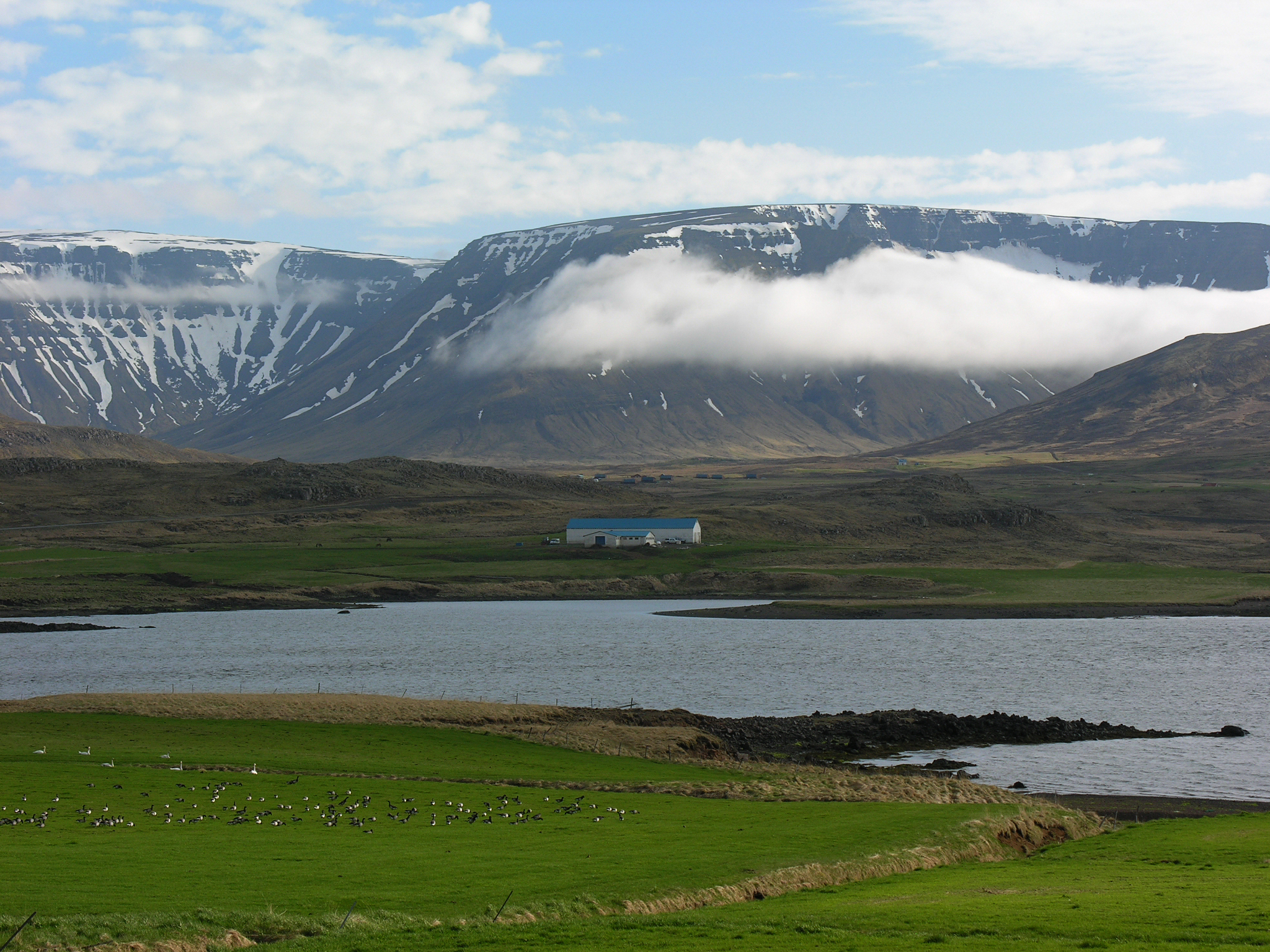
le long de la route 47 autour de Hvalfjörður en Islande.